# Katy Keene (personaggio)
Katy Keene è un personaggio creato da Bill Woggon, apparso in diverse serie di fumetti pubblicati da Archie Comics a partire dal 1945. È una modella, attrice e cantante commercializzata dall'editore come "America's Queen of Pin-Ups and Fashions". 
I lettori sono stati incoraggiati a presentare disegni originali di abiti e accessori da indossare per lei e i suoi amici, nonché disegni per automobili, case, interni, navi missilistiche, rimorchi e barche. Questi disegni sono stati usati nei fumetti con il merito dato alle pubblicazioni pubblicate. Molte edizioni presentavano bambole di carta di Katy in vari costumi.

## Cronologia delle pubblicazioni
Katy Keene fu introdotta in Wilbur Comics n. 5 nell'estate del 1945, e apparve nei successivi numeri di Wilbur e varie serie di fumetti di antologia negli anni '40, tra cui Archie, Jughead, Betty and Veronica e Ginger, ricevendo infine il suo titolo nel 1949 che fu pubblicato per 12 anni. Speciali come Katy Keene Pin Up Parade e Katy Keene Fashion Book Magazine, annuali e speciali tra cui Katy Keene Spectacular (1956), "Glamour" (1957) e Charm (1958), continuarono negli anni '50, ma il personaggio non fu visto per circa 20 anni dopo i primi anni '60. 
Nel libro From Girls to Grrrlz: A History of Women's Comics from Teens to Zines di Trina Robbins Katy Keene è considerata la sosia di Bettie Page, ma il discorso della somiglianza non fu più ripreso.

### Rinascita degli anni '80
Nel 1979, con il permesso di Archie, il fan di Katy, Craig Leavitt pubblicò il Katy Keene Fan Magazine, che pubblicò 18 numeri fino al 1983. Essendo stato un fan per tutta la vita del personaggio, l'arte di John S. Lucas è stata determinante per la rinascita, poiché il suo lavoro venne descritto nella rivista insieme ad altri artisti e opere di fan. Numerosi "Katy-Kons" (convegni) si sono tenuti a Santa Barbara e successivamente in concomitanza con il Comic-Con di San Diego che celebra Woggon e Katy. 
Archie Comics ha deciso di far rivivere il personaggio stesso nel 1983, dando al personaggio il suo titolo usando l'arte della ristampa di Woggon e la nuova grafica di Don Sherwood, Vince Colletta, Hy Eisman e Dan DeCarlo. 
Dopo aver visto le opere di Lucas nella rivista Katy Keene Fan e aver ricevuto lettere dai fan che li incoraggiavano a farlo, Archie contattò Lucas, chiedendogli di fare il design per la rinascita del Katy Keene Fan Club, che includeva penne, bottoni a pressione, tessere associative, quaderni, magliette e felpe. Non molto tempo dopo, Archie assunse Lucas come artista di Katy Keene. Durante gli anni '80, '90 e 2000, Lucas ha portato avanti la tradizione Katy con i suoi fumetti, le sue cartoline di Natale, le sue bambole di carta e libri di Hobby House Press. 
All'inizio degli anni '90 Katy andò di nuovo in pausa, fatta eccezione per l'apparizione, nel 1994, in Archie Meets the Punisher. 

### Reintroduzione del 2005
Archie ha reintrodotto Katy, ora studentessa delle superiori e aspirante modella, nel suo numero del Free Comic Book Day del 2005. Successivamente è apparsa in Archie & Friends Comics n. 101– 110. Queste dieci storie sono state poi raccolte in un tascabile commerciale, Katy Keene Model Behavior, nel 2008.

## Cast secondario

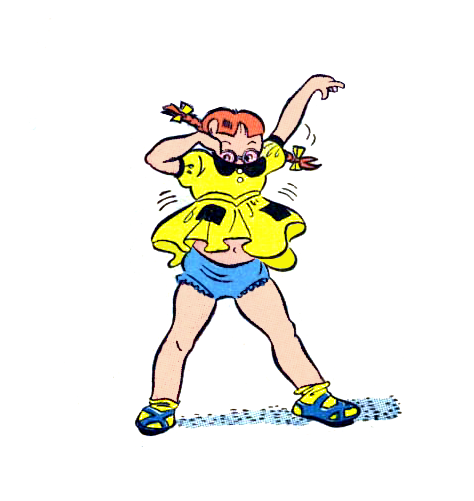
'Sis', la candy kid.

Katy ha una sorella minore dai capelli rossi, che porta gli occhiali. Nella serie originale degli anni '50 di Woggon, la sorella di Katy era una bambina birichina di circa sette anni e conosciuta solo come "Sis, la Candy Kid". Negli anni '80, è stata disegnata come una ragazza o una giovane adolescente e ha ricevuto il nome di Melissa, ma era ancora quasi sempre chiamata "Sorella". Nella breve serie degli anni 2000, il suo nome di battesimo era Mackenzie. Non è stata fornita alcuna spiegazione per il cambio di nome, sebbene possa essere dovuto all'oscurità del nome degli anni '80. Indipendentemente da ciò, il suo vero nome non viene quasi mai menzionato e sia per i lettori che per i personaggi, viene sempre chiamata "Sorella". 
Inizialmente, Katy degli anni '50 aveva 21 anni e Sis aveva circa sette anni. Nelle serie successive, Katy ha all'incirca la stessa età, ma Sis è stata reinventata come una quindicenne ed è così da allora. A questo punto, Katy era già stata scoperta al college. Dopo aver lavorato come aspirante star di Broadway, ha avuto molto successo nella sua carriera di modella e recitazione, quindi è diventata la tutrice legale di sua sorella.
Katy ha avuto molti fidanzati ricorrenti nel corso degli anni, i più famosi dei quali sono il pugile dai capelli rossi e muscoloso KO Kelly e il suo ricco rivale biondo Randy Van Ronson. Spesso non venivano visti regolarmente negli anni '80 quando Katy usciva con il pilota della compagnia aerea latina e il talentuoso ballerino Ramon Ramirez e la parodia di Arnold Schwarzenegger, Arnold Horsenlegger. Tuttavia, KO e Randy sono diventati di nuovo i suoi principali interessi amorosi negli anni 2000. 
La rivale di Katy nella sua carriera e vita amorosa è la ricca e snob bionda Gloria Grandbilt e la sua migliore amica è la superstiziosa Lucki Lorelei. Sia Gloria che Lucki sono anche modelle di successo.

## Accoglienza
Il personaggio si è classificato al 57º posto nella lista Comics Buyer's Guide delle "100 donne più sexy nei fumetti".

## Adattamento televisivo
Nell'agosto 2018, Roberto Aguirre-Sacasa, direttore creativo di Archie Comics e creatore della serie televisiva The CW Riverdale, ha rivelato che uno spin-off della serie era in lavorazione. Disse che il potenziale spin-off sarebbe stato molto diverso da Riverdale e che sarebbe stato prodotto tra il 2018 e il 2019. Il 23 gennaio 2019, The CW ha ordinato l'episodio pilota della serie intitolata Katy Keene, che secondo quanto riferito seguirà le vite e gli amori di quattro personaggi iconici di Archie Comics - tra cui la leggenda della moda Katy Keene - mentre inseguono i loro vent'anni di sogni a New York. Questo dramma musicale racconta le origini e le lotte di quattro aspiranti artisti che cercano di farsi strada a Broadway, in passerella e in studio di registrazione.